# 王淑麗
王淑麗（英語：Rita Wang，1975年10月4日—）已經改名為王家秝，因為公司考量觀眾收視習慣，對外仍使用舊名。畢業於東吳大學德國語文學系、臺灣師範大學樂活EMBA碩士專班。現任東森新聞台當家氣象主播、《淑麗氣象趴趴GO》主持人。據中學同學指出，該屆多為1970年出生。

## 家庭
- 丈夫：TVBS資深攝影記者羅樹明。
- 1個兒子，出生於2007年。

## 學歷
- 國立臺灣師範大學樂活產業高階經理人碩士在職專班（LOHAS-EMBA）。
- 東吳大學德國語文學系。
- 私立靜修女中。

## 經歷
- 環球電視交通線記者、氣象主播、午間新聞主播。
- TVBS新聞台記者、主播、主持人、氣象主播。
- 東森新聞台整點新聞主播、主持人、製作人。
- 三立電視海外頻道事業部資深專員。
- 東森新聞台當家氣象主播、《淑麗氣象趴趴GO》節目主持人。

## 簡歷
- 1995年～1998年，曾任環球電視記者、氣象主播、午間新聞主播。
- 1999年～2000年，曾任東森新聞台整點新聞主播。
- 2000年～2007年，TVBS新聞台交通資深記者兼《整點新聞》主播、氣象主播、《搞懂生活》主持人。
- 前TVBS新聞台、TVBS氣象主播。過往可在TVBS-NEWS的《早安台灣》與TVBS的《TVBS晚間新聞》的氣象時間看見王淑麗播報氣象。
- 曾兼任TVBS每周一至周四下午2:00至3:00的《搞懂生活》主持人。
- 曾是TVBS的文字記者兼任主播、氣象主播，當時除了可以看到她所採訪的新聞之外，在颱風天亦會看到她到中央氣象局透過SNG連線播報氣象。
- 2005年3月，因為健康因素，一度離開工作5年的TVBS，3個月後再度重返TVBS，但只負責氣象播報的工作，不再播報新聞與採訪新聞。
- 2005年3月15日，TVBS交通記者兼整點新聞主播兼氣象主播。
- 2005年6月8日～2007年，TVBS專任氣象主播。
- 2006年11月6日～2007年2月23日，TVBS《搞懂生活》主持人。
- 2008年～2009年，三立電視海外頻道事業部資深專員。
- 2010年1月1日～至今，加入東森電視新聞部擔任東森新聞台氣象主播、《淑麗氣象趴趴GO》節目主持人。

## 主持作品

### 曾經主持的節目
- TVBS頻道《搞懂生活》
- 東森新聞台《挑戰3952》

### 現任主持或主播的節目
- 東森新聞台《淑麗氣象趴趴GO》主持人
- 東森新聞台《淑麗氣象時間》當家氣象主播

## 出版作品

### 書籍
| 年份          | 書名                                                    | 作者   | 出版社   | ISBN               |
| 2013年        | 《淑麗氣象趴趴GO：全台60個私房景點任你玩》              | 王淑麗 | 人類智庫 | ISBN 9789865855628 |
| 2022年5月17日 | 《￼好節氣、好天氣：淑麗氣象趴趴GO十年陪你全臺走透透！》 | 王淑麗 | 時報出版 | ISBN 9789571398174 |

## 電視廣告
- 和泰汽車與您攜手一同守護孩子平安上下學
- 交通部公路總局102年度機車燃料費開徵宣導
- 蘇黎世產物保險
- 2014年和泰汽車兒福聯盟公益廣告 暑假作業篇
- 財政部憑證報稅

## 公益活動
- 2017東森傳愛 玉山登頂
- 2018東森傳愛 聽見愛的聲音
- 2019東森傳愛 慢飛天使助飛計畫
- 2020東森傳愛 逆風劇團暑假環島計畫
- 2020東森幼幼傳愛 慢飛天使助飛計畫
- 2021東森傳愛 雲林偏鄉慢飛天使助飛計畫『孩子別怕，我們幫你一起飛』
- 2022東森傳愛 台東慢飛天使助飛計畫『疫情不能阻隔愛．慢飛天使需要你』

## 獎項

### 財團法人氣象應用推廣基金會
| 年份   | 獲提名           | 獎項                   | 結果 |
| ------ | ---------------- | ---------------------- | ---- |
| 2015年 | 王淑麗           | 年度最佳年度氣象主播獎 | 獲獎 |
| 2016年 | 王淑麗           | 最佳氣象主播獎         | 獲獎 |
| 2016年 | 東森新聞氣象團隊 | 最佳氣象團隊播報獎     | 獲獎 |
| 2017年 | 王淑麗           | 最佳氣象主播獎         | 獲獎 |
| 2017年 | 東森新聞氣象團隊 | 最佳氣象團隊播報獎     | 獲獎 |
| 2018年 | 王淑麗           | 最佳氣象主播獎         | 獲獎 |
| 2018年 | 東森新聞氣象團隊 | 最佳氣象團隊播報獎     | 獲獎 |
| 2019年 | 東森新聞氣象團隊 | 最佳氣象團隊播報獎     | 獲獎 |
| 2020年 | 王淑麗           | 最佳氣象主播獎         | 獲獎 |
| 2020年 | 東森新聞氣象團隊 | 最佳氣象團隊播報獎     | 獲獎 |
| 2021年 | 王淑麗           | 年度傑出優質氣象主播獎 | 獲獎 |

## 外部連結
- 東森 就是愛分享  痞客邦 （页面存档备份，存于）
- 東森氣象主播王淑麗的Facebook專頁
- 王淑麗的Instagram帳戶
- YouTube上的淑麗的春夏秋冬頻道